# Eckhard Dörr
Eckhard Dörr (* 1946 in Rünthe) ist ein deutscher bildender Künstler.

## Leben und Wirken
Eckhard Dörr studierte von 1970 bis 1976 Malerei an der Kunstakademie Düsseldorf und war Meisterschüler von Gerhard Richter. Seit 1976 ist er freischaffend als Künstler tätig, zunächst bis 1979 als Mitglied einer Produzentengalerie mit Werner Reuber und Helmut Silbermann in Düsseldorf, anschließend in Ratingen und ab 1983 in Oldenburg.
Von 1987 bis 1992 bildete er mit Etta Unland, Dieter Härtel, Bernd Hinzelmann und Udo Reimann die „Gruppe Pallas“. Seit 1988 ist er Dozent an der Werkschule Oldenburg. 1989 gründete er mit Etta Unland, Bernd Hinzelmann und Dieter Härtel die Produzentengalerie „Atelierhaus“. Von 1993 bis 1997 arbeitete er mit Etta Unland, Bernd Hinzelmann und Rüdiger Barharn in der Ateliergemeinschaft „Sonnenstraße“. 1999 bezog er einen Atelierneubau in Eversten.
Neben der Malerei beschäftigt er sich auch mit anderen künstlerischen Darstellungen, unter anderem mit Lichtprojektionen mit Diaprojektoren, Scheinwerfern und Beamern. Diese setzt er sowohl in Innenräumen als auch bei öffentlichen Aufführungen wie Konzertveranstaltungen ein. Bei seiner Ausstellung zum Jaspers-Jahr 2008 an der Universität Oldenburg verband er erstmals die Malerei mit einer Projektion.
Eckhard Dörr lebt und arbeitet in Oldenburg.

## Ausstellungen
Arbeiten von Eckhard Dörr waren in etwa 20 Einzelausstellungen beziehungsweise Veranstaltungen und in über 30 Gruppenausstellungen zu sehen.
Einzelausstellungen
- 1983: „Das Schwein ging um 4“, Atelier im Schloss Benrath, Düsseldorf
- 1987: Stadtmuseum Oldenburg
- 1988: Galerie Lucas, Grasberg
- 1992: Galerie M, Wilhelmshaven
- 1995: Kunstkabinett Bruchhausen-Vilsen
- 1996: Rathaus Leer, Lichtbilder, Sonderprojekte zur Kunstmeile
- 1997: Oosterpoort Groningen, Niederlande, Lichtbilderprojektionen im Oh-ton-Konzert
- 1998: Zentrale der Oldenburgischen Landesbank
- 2001: Kunstgalerie „Sohle I“, Bergkamen
- 2002: „Gouachen“, Kunstfoyer Langenweg, Treuhand Oldenburg[5]
- 2002: Galerie dit eiland, Kunstmaand Ameland, Niederlande
- 2004: Galerie contrast, Tilburg, Niederlande
- 2004: Projektionen im Konzert mit Cor-a-Song
- 2006: „Taglicht – Nachtlicht“, Spiegelinstallation in den Wallanlagen in Oldenburg
- 2006: Lichtbilderprojektionen in der Lambertikirche in Oldenburg
- 2014: Lichtkonzert in der Lambertikirche Oldenburg
- 2014: Projektion zum Oh-ton–Konzert in der Exerzierhalle in Oldenburg
- 2016: Lichtinstallation am Kunstforum Oldenburg
- 2016: „Im Fluss“, Kunstverein Wassermühle Lohne
- 2018: Werkschau 1976–2016, Stadtmuseum Oldenburg

Gruppenausstellungen
- 1976: „Nachbarschaft“, Kunsthalle Düsseldorf
- 1976: Kolpinghaus International, Köln
- 1980: Kunstpalast Düsseldorf
- 1982: „Komm kranker Panther lach doch mal“, Atelier Schloss Benrath, Düsseldorf
- 1986: Herbstausstellung Kunstverein Hannover
- 1987: Nationalmuseum in Krakau, Polen
- 1989: Emmen, Niederlande
- 1991: „Aa-Kunst 91“, Oosterpoort, Groningen, Niederlande
- 1992: Kunsthalle Wilhelmshaven
- 1992: Oldenburger Kunstverein
- 1992: Riga, Lettland
- 1996: Degodehaus Oldenburg
- 1997: Stadtmuseum Oldenburg
- 1998: Landesmuseum Oldenburg
- 1999: Posen, Polen
- 2006: „Tier“, Stadtmuseum Oldenburg
- 2008: „Wahrheit ist, was uns verbindet“, Ausstellung zum Jaspers–Jahr, Universität Oldenburg
- 2010: „Kunstviertel“, Weser-Ems-Halle, Oldenburg

## Arbeiten im öffentlichen Besitz
Im öffentlichen Besitz befinden sich Arbeiten unter anderem in der Landessparkasse zu Oldenburg, in der Bremer Landesbank, in der Landeszentralbank Düsseldorf, im Wallraf-Richartz-Museum Köln, im Landeskrankenhaus Wehnen, in Vechta, in Bergkamen, im Landkreis Cloppenburg, im Nationalmuseum in Krakau, Polen, und in Perm, Russland.